# Esquema unifilar
Nota: L'article pot necessitar alguna petita correcció

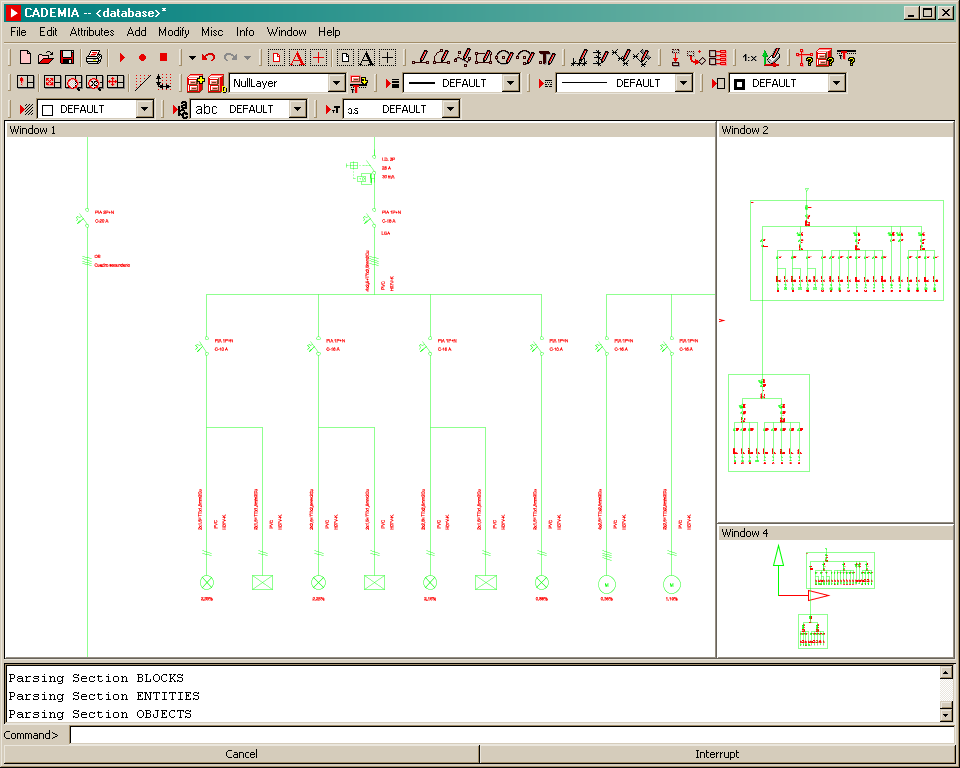
Esquema unifilar en CADEMIA.

Un  esquema o diagrama unifilar  és una representació gràfica d'una instal·lació elèctrica o de part d'ella. L'esquema unifilar es distingeix d'altres tipus d'esquemes elèctrics en què el conjunt de conductors d'un circuit es representa mitjançant una única línia, independentment de la quantitat d'aquests conductors. Típicament l'esquema unifilar té una estructura d'arbre.

## Elements típics en un esquema unifilar
La següent és una relació no exhaustiva d'elements gràfics que se solen trobar en un esquema unifilar.

### Quadres elèctrics
Tots els components que es troben a l'interior d'un mateix quadre elèctric es representen en l'interior d'un polígon (probablement un rectangle). Aquest polígon representa el quadre elèctric i se sol dibuixar amb una línia discontínua. A més, és convenient que una etiqueta identifiqui quin quadre fa referència cada polígon. rètol tècnic al marge inferior dret
i continuem per gripaus

### Circuit
Un circuit és una branca de l'esquema unifilar amb dos extrems. L'extrem superior pot ser l'inici de l'esquema unifilar o estar connectat a un altre circuit aigües amunt. L'extrem inferior pot estar connectat a un o més circuits aigües avall, o un receptor.

### Nombre i característiques dels conductors
El nombre de conductors d'un circuit es representa mitjançant uns traços oblics, i paral·lels entre si, que es dibuixen sobre la línia. Només es representen els conductors actius (no el de terra), pel que és habitual trobar dos, tres o quatre traços, per a circuits monofàsics, trifàsics sense neutre i trifàsics amb neutre, respectivament.
Al costat de cada branca s'indiquen les característiques del conductor, com nombre de conductors, secció, material, aïllament, canalització, etc.

### Aparellatge de protecció o maniobra
En algunes branques de l'esquema unifilar és possible trobar aparellatge de protecció o de maniobra com, per exemple, interruptors diferencials,
magnetotèrmics o relé s.
També és usat per a pràctiques o instal·lacions sobre plànols

### Receptors
Les branques inferiors de l'esquema unifilar alimenten receptors elèctrics, com ara llums, preses de corrent, motors, etc.
Cada grup de receptors iguals en un mateix circuit es representa mitjançant un únic símbol.
Sota el símbol del receptor s'indiquen algunes dades d'interès, com la designació del receptor, la quantitat, la potència de càlcul de la línia, la longitud màxima o la caiguda de tensió en el punt més allunyat de la línia.
Es pot donar el cas que un o més receptors siguin un altre quadre elèctric (o subquadre) que s'alimenta del quadre anterior (o quadre principal) ...

## Nota
1. ↑  Juan José Manzano Orrego. Electricidad I. Teoría básica y prácticas.  Marcombo, October 2007, p. 95–. ISBN 978-84-267-1456-5 [Consulta: 30 desembre 2011].